# Noël〜君がそばにいれば〜
『Noël〜君がそばにいれば〜』（ノエルきみがそばにいれば）は、小森まなみの企画ミニアルバムである。1993年11月26日、スターチャイルドより発売された。
全曲作詞を、小森まなみ本人が担当している。

## 収録曲
1. あなたへ…
  - 作詞：小森まなみ、作曲・編曲：池間史規
2. X'mas Present〜心の中の少年へ〜
  - 作詞：小森まなみ、作曲：伊藤銀次、編曲：丸山恵市
3. 君がそばにいれば
  - 作詞：小森まなみ、作曲・編曲：池間史規
  - 矢尾一樹とのデュエット曲
4. オリオンの下で逢いましょう（Happy Version）
  - 作詞：小森まなみ、作曲：岡崎律子、編曲：小西真理
5. 童話〜小さな雪の物語〜
6. Noël
  - 作詞：小森まなみ、作曲：岡崎律子、編曲：長谷川智樹